# Жайлауколь (Сарисуський район)
Жайлауко́ль (каз. Жайлаукөл) — село у складі Сарисуського району Жамбильської області Казахстану. Входить до складу Камкалинського сільського округу.
У радянські часи село називалось Жайляуколь.
Населення — 381 особа (2021; 464 у 2009, 902 у 1999, 1524 у 1989).